# 노고산성 (고령군)
노고산성은 경상북도 고령군 덕곡면에 있는 가야시대 산성이다.
덕곡면 소재지의 덕곡초등학교에서 지방도 290호선을 따라 1.5km 정도 가면 노리 오름실마을이 나온다. 이 마을의 북서쪽에 있는 해발 361m의 노고산(老姑山) 정상부에 산성이 축조되어 있다.
노고산성은 정상부에 약하게 솟아 있는 두 개의 산봉우리를 연결하여 만든 테뫼식의 토석 혼축성이다. 성벽은 가파른 능선면을 정지하여 석축을 쌓고 폭 20m 내외의 대지를 만들었는데 대부분 유실되었으며, 전체적으로 동·서·북은 석축이고 남쪽과 동쪽의 일부는 토석 혼축으로 되어 있다. 평면 형태는 장란형에 가깝다. 성의 둘레는 800m 정도이다.